# Jiří Kořalka
Jiří Kořalka (* 7. Februar 1931 in Šternberk, Tschechoslowakei; † 30. Januar 2015) war ein tschechischer Historiker.

## Leben
Kořalka entstammt einer tschechischen Lehrerfamilie mit einigen deutschen Vorfahren. Sein Vater Jaroslav war zusätzlich zum Lehrerberuf auch im kulturellen Leben der mehrheitlich deutschsprachigen Stadt Sternberg tätig. Als 1938 die Stadt infolge des Münchner Abkommens an Deutschland fiel, floh die Mutter mit den beiden Kindern nach Prostějov, wo sie bis zum Kriegsende blieben und wo Jiří verschiedene Schulen besuchte. 1948 erhielt er ein Stipendium des American Field Service und des tschechoslowakischen Unterrichtsministeriums, wodurch er beinahe ein Jahr als Austauschstudent in Pennsylvania verbringen konnte. Nach seiner Rückkehr machte er 1950 in Prostějov das Abitur. Weil es sein Berufswunsch war, Diplomat zu werden, schrieb er sich an der neu gegründeten Hochschule für Politik und Wirtschaftswissenschaften in Prag ein. Zu seinen akademischen Lehrern dort gehörten u. a. Jiří Hájek und Ota Šik.
Nachdem die Fakultät für Gesellschaftswissenschaften der Hochschule 1952 mit der Philosophischen Universität der Karls-Universität vereinigt wurde, orientierte sich Kořalka um und begann ein Geschichtsstudium. Seine Diplomarbeit im Jahre 1954 befasste sich mit der Entstehung der sozialistischen Arbeiterbewegung in der Region Reichenberg. Zunächst als wissenschaftlicher Assistent tätig wechselte er im Juni 1955 an das Historische Institut der Tschechoslowakischen Akademie der Wissenschaften. 1958 wurde er Kandidat der Geschichtswissenschaften, was dem westeuropäischen Doktortitel entsprach. In jenen Jahren befasste er sich vor allem mit der Geschichte der tschechischen und der deutschen Arbeiterbewegung. Hinzu kamen bald Fragen der Nationalismusforschung, etwa in der 1963 publizierten Studie über den Alldeutschen Verband und die tschechische Frage. Es entwickelten sich lebhafte Kontakte nach Österreich und die Bundesrepublik Deutschland.
Nachdem er noch 1969 als Gastprofessor an der University of Kent in Canterbury tätig gewesen war, wurde Kořalka 1970 nach der Zwangsauflösung des Prager Historischen Instituts aller Funktionen enthoben und mit einem Ausreiseverbot belegt. Zunächst erhielt er noch Arbeitsverträge für jeweils ein Jahr, 1975 sah er sich aber gezwungen, auf eine Mitarbeiterstelle am Museum der revolutionären Hussitenbewegung in Tábor zu wechseln. Nach 1979 waren Auslandsreisen wieder möglich, 1987/88 erhielt er eine Gastprofessur an der Universität Bielefeld. In jenen Jahren bekam die Geschichte des Bürgertums und der tschechischen Historiografie ein besonderes Gewicht in seinen Forschungen.
Nach 1990 wuchs die wissenschaftliche Anerkennung für Kořalka weiter. Zwischen 1990 und 1995 war er Sekretär der Tschechisch-Österreichischen Historikerkommission. 1992 erhielt er den Herder-Preis, 2007 den Anton-Gindely-Preis.
Kořalka war verheiratet und hatte einen Sohn.

## Werke (Auswahl)
- Die Tätigkeit der Kommission der Historiker der DDR und der CS(S)R 1955-1967. In: Miloš Řezník/Katja Rosenbaum (Hrsg.): DDR und ČS(S)R 1949-1989: eine Beziehungsgeschichte am Anfang. Meidenbauer, München 2012, S. 137–145, ISBN 978-3-8997-5284-7.
- František Palacký (1798–1876): der Historiker der Tschechen im österreichischen Vielvölkerstaat. Verlag der Österreichischen Akademie der Wissenschaften, Wien 2007, ISBN 978-3-7001-3769-6 (zuerst tschechisch: Praha 1998).
- Tschechen im Habsburgerreich und in Europa 1815–1914: sozialgeschichtliche Zusammenhänge der neuzeitlichen Nationsbildung und der Nationalitätenfrage in den böhmischen Ländern, Wien 1991 (dass. tschechisch: Praha 1996).
- Severočeští socialisté v čele délnického hnutí českých a rakouských zemí. Praha 1963.
- Vznik socialostického dělnického hnuti na Liberecku. Liberec 1956.
- Konstanz als Reiseziel tschechischer Husverehrer um die Mitte des 19. Jahrhunderts, in: Schriften des Vereins für Geschichte des Bodensees und seiner Umgebung, 105. Jg. 1987, S. 93–130 (Digitalisat)